# Eduard Kukan
Eduard Kukan (ur. 26 grudnia 1939 w Trnovcu nad Váhom, zm. 10 lutego 2022 w Bratysławie) – słowacki polityk, minister spraw zagranicznych Słowacji (1994, 1998–2006), poseł do Parlamentu Europejskiego VII i VIII kadencji.

## Życiorys
W 1964 został absolwentem Państwowego Instytutu Stosunków Międzynarodowych w Moskwie. Uzyskał tytuł akademicki JUDr. po ukończeniu studiów na Wydziale Prawa Uniwersytetu Karola w Pradze. Od 1964 pracował dla czechosłowackiego, a od 1993 dla słowackiego ministerstwa spraw zagranicznych.
W latach 1968–1973 sprawował urząd ambasadora Czechosłowacji w Lusace. Od 1977 do 1981 był zastępcą ambasadora oraz ministrem-doradcą w ambasadzie czechosłowackiej w Waszyngtonie. Od 1985 do 1988 pełnił funkcję ambasadora w Addis Abebie. W 1991 zajmował stanowisko stałego reprezentanta Czechosłowacji przy Organizacji Narodów Zjednoczonych, a w 1993 stałego reprezentanta Słowacji przy ONZ. Od 1991 do 2001 był specjalnym wysłannikiem ONZ na Bałkanach.
Od marca do grudnia 1994 oraz od października 1998 do lipca 2006 sprawował urząd ministra spraw zagranicznych Słowacji. W latach 1994–1998 i 2006–2009 sprawował mandat posła do Rady Narodowej. Do parlamentu krajowego był też wybierany w 1998 i 2002, rezygnował jednak z tej funkcji w związku z zajmowaniem stanowiska w rządzie. 3 kwietnia 2004 kandydował bez powodzenia w wyborach na prezydenckich, zajmując w pierwszej turze trzecie miejsce.
W wyborach w 2009 uzyskał mandat europarlamentarzysty z pierwszego miejsca listy Słowackiej Unii Chrześcijańskiej i Demokratycznej – Partii Demokratycznej. W PE został członkiem grupy Europejskiej Partii Ludowej, wszedł też w skład Komisji Spraw Zagranicznych oraz Podkomisji Praw Człowieka. W 2014 z powodzeniem ubiegał się o reelekcję, uzyskując mandat eurodeputowanego VIII kadencji. W Europarlamencie zasiadał do 2019.